# Atta Troll

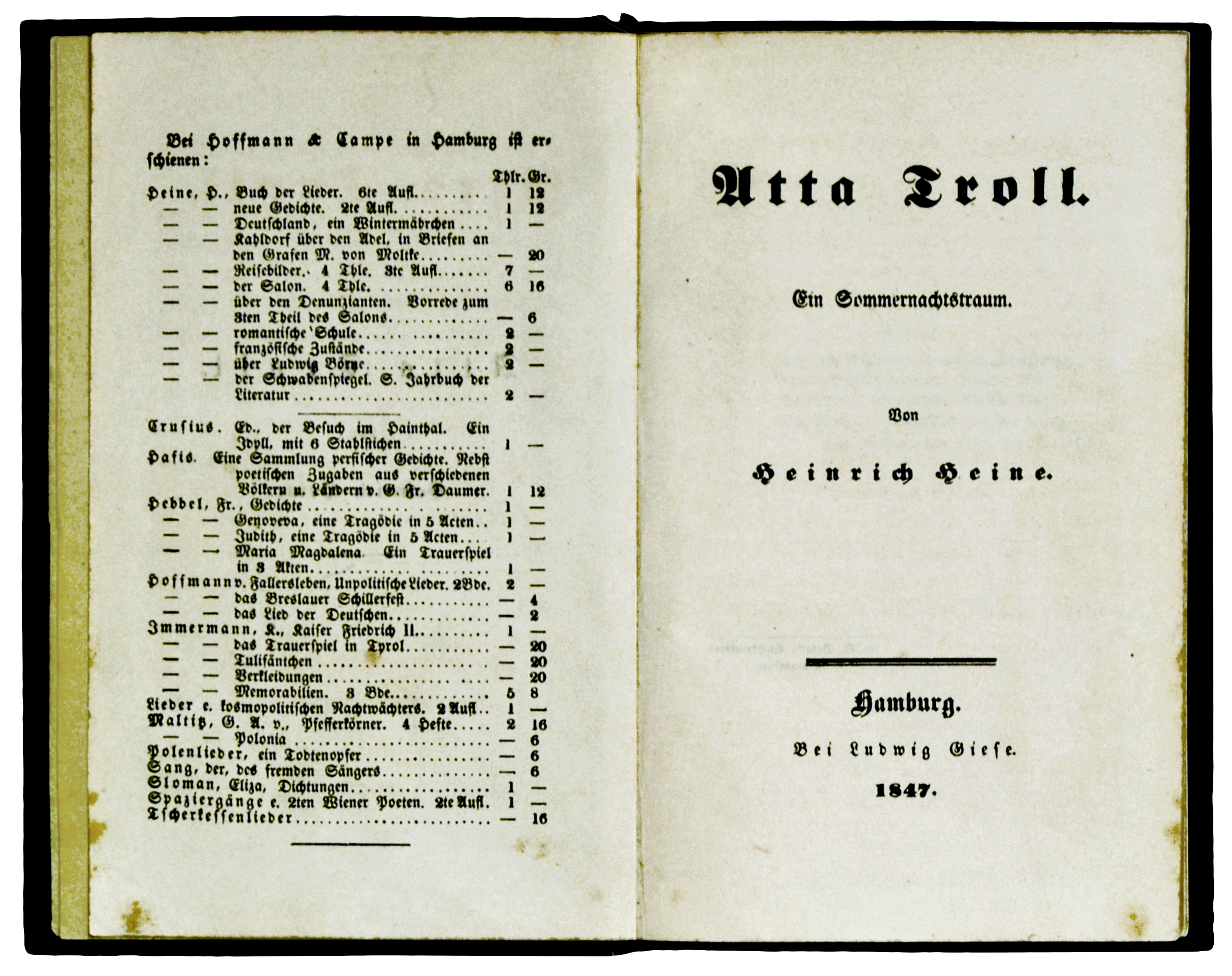
Titelblatt der ersten Buchausgabe 1847

Atta Troll. Ein Sommernachtstraum ist ein Versepos von Heinrich Heine, das 1841 geschrieben wurde und 1843 in der Zeitung für die elegante Welt erschien – unvollständig und niemals vervollständigt, wie Heine 1846 im Vorwort zu einer auf 1847 datierten Buchausgabe bemerkt: „Ich hegte die Absicht, in späterer Vervollständigung das Ganze herauszugeben, aber es blieb immer bei dem lobenswerten Vorsatze, und wie allen großen Werken der Deutschen, wie dem Kölner Dome, dem Schellingschen Gotte, der preußischen Konstitution usw., ging es auch dem »Atta Troll« – er ward nicht fertig.“ Im letzten Kapitel (Caput XXVII) schreibt Heine: „Ach, es ist vielleicht das letzte / Freie Waldlied der Romantik“, die romantische Dichtung als Epoche beendend.
Atta Troll thematisiert wie Franz Kafkas Ein Bericht für eine Akademie anhand eines Tanzbärenlebens den Drang des Menschen zur Freiheit und stellt den trägen Menschen einen ungebändigten Bärenhelden gegenüber. Eine spezifische Lehre des Werkes lässt sich jedoch nicht ausmachen und soll auch nicht herauskommen, wie der Autor unter anderem im dritten Kapitel bemerkt. Besonders gegen die politisierte Literatur seiner Zeit spricht sich Heine aus und schreibt vorderhand nur „um der Kunst willen“.

## Poetik
Atta Troll zählt zu den virtuosesten Werken Heines, an dessen Mikrostruktur er besonders intensiv gefeilt hat. Die Leichtigkeit der ungereimten vierhebigen Trochäen, die sprachliche Dichte und der Witz sind, wie die zahlreichen Manuskripte ausweisen, harter Arbeit geschuldet.

## Inhalt
Im französischen Kurort Cauterets (heute Region Midi-Pyrénées – die Region kannte Heine von Badereisen 1841 und 1846) lässt an einem Sommernachmittag auf dem Marktplatz ein Abenteurer mit turbulenter Vergangenheit, der Bärenführer geworden ist, zwei Bären tanzen. Es sind Atta Troll und seine Frau, die Bärin Mumma. Atta reißt sich von seiner Kette los und entkommt. Mumma bleibt gefangen.
Attas Höhle liegt im geschichtsträchtigen Tal von Roncesvalles. Dort vermisst er schmerzlich seine Mumma, ist jedoch wieder bei seinen sechs Bärenkindern. Vor ihnen sinniert und predigt er über Dünkel und Schlechtigkeit der Menschen, die sich die Tierwelt untertan gemacht und den ursprünglich frommen, kultischen Tanz profaniert, gar frivol gemacht haben. Attas umstürzlerische Vision ist, „das Regiment schnöden Monopols“ abzuschaffen und ein „gerechts Animalreich“ zu stiften.
Die Erzählsituation wandelt sich, und der Erzähler geht höchstpersönlich in den Pyrenäen auf Bärenjagd. Der Jäger Laskaro führt ihn, schweigsam wie ein wandelnder Toter. Sie überschreiten die spanische Grenze und kommen zu Laskaros Mutter, der Hexe Uraka. In ihrer Hütte gießen Mutter und Sohn während der Johannisnacht die „Schicksalskugel“, die für Atta Troll bestimmt ist. Der Erzähler sucht das Freie und sieht in einer Schlucht, beschienen vom Vollmond, eine Wilde Jagd, einen Gespensterzug. In der vielgestaltigen Reihe entdeckt er auch zwei Dichter namens Wolfgang und William. Angeführt wird das bunte mitternächtliche Defilee von drei schönen Reiterinnen, deren ohnehin kurze Kleidung der Wind flatternd verkürzt. Es sind Diana, die Fee Abunde und Herodias. Diese Jüdin, das „liebliche Gespenst“, beeindruckt ihn am stärksten.
Eine Nacht später sieht der Erzähler in der Hütte der Uraka mit an, wie diese ihren Sohn, den wandelnden Toten, mit Hexensalbe belebt. Am nächsten Tag kommt er zu seiner Verwunderung mit dem Mops der Uraka ins Gespräch. Der war ursprünglich ein schwäbischer Dichter, der seinen Schulgenossen in die Kunst entlaufen ist. In seinen Dichtungen hatte er vor allem die Tugend gepriesen. Die Hexe hatte ihn „vermopst“, weil er ihr nicht erlauben wollte, sich an seiner Tugend zu „vergreifen“. Die Tugend stecke bei ihm gleichsam in „ledernen Unterhosen“. Zur Strafe muss er nun als Mops in der Hexenküche den Kessel rühren. Erlöst werden kann er nur von einer reinen Jungfrau, wenn diese zu Silvester sämtliche Gedichte Gustav Pfizers vorliest, ohne dabei einzuschlafen. Der Erzähler bedauert, dass ihm beide Eigenschaften fehlen, besonders die zweite.
Atta Troll beschleicht Todesahnung, als er mit seinen Jungen spricht. Gleich darauf hört er die Stimme seiner Bärin Mumma, die er bitter vermisst. Doch es ist nicht Mumma, die ruft, sondern die Hexe Uraka, die Mummas Stimme imitiert. Atta Troll läuft aus der schützenden Höhle Laskaro vors Gewehr. Der Bärentöter wird in den baskischen Dörfern als Held gefeiert, wofür er sich stotternd bedankt – zu seiner Überraschung und der der Umstehenden, da er zum ersten Mal spricht. Atta Troll wird gehäutet. Nachdem sein Pelz durch mehrere Hände gegangen ist, gelangt er nach Paris und wird Bettvorleger von Juliette, der Freundin des Erzählers.
Bei einem Spaziergang mit Juliette im Pariser Botanischen Garten trifft der Erzähler Mumma, Attas Witwe. Sie lebt hier in der Bärengrube und hat neues Liebesglück mit einem sibirischen Bären gefunden.
„Atta Troll“ enthält Anspielungen auf Personen des öffentlichen Lebens der Zeit. Aufs Korn genommen werden hier neben Gustav Pfizer auch beispielsweise Hans Ferdinand Maßmann und Ludwig Uhland. Welcher schwäbische Dichter zur Strafe für seine „Tugend“ zum Mops wurde, muss der Leser selbst herausfinden.
Spott und Dichterrivalität stecken auch hinter der häufigen Erwähnung von Freiligraths zeitgenössischem Gedicht „Der Mohrenfürst“, dessen Schicksal (er endet in Sklaverei) dem Attas ähnelt. Dem „Mohrenfürsten“ begegnet der Erzähler im Ausklang vor Mummas Grube im Botanischen Garten. In Fortsetzung der Handlung bei Freiligrath macht Heine ihn zum Bärenwärter, befreiten Bürger und Ehemann, der gut bekocht wird.
Das Tierepos ist Karl August Varnhagen von Ense gewidmet.

## Ausgaben
- Atta Troll. Ein Sommernachtstraum. Kritisch durchges. Ausg.mit Dokumentation, Kommentar und Nachwort von Winfried Woesler. Reclam, Stuttgart, bibl. erg. Ausg. 1995, Neudruck 2009
- Atta Troll, Caput I und Caput II, in: Zeitung für die elegante Welt. 43,1. 1843, 4. Januar 1843, S. 10–14 link